# 배드 릴리전
배드 릴리전(Bad Religion)은 1980년 미국 캘리포니아주 로스앤젤레스에서 결성된 미국의 펑크 록 밴드이다. 이들의 가사는 종교, 정치, 사회, 미디어, 과학 등 다양한 주제를 다루며, 음악적으로는 선율적인 감각과 3부 화음의 풍부한 보컬 하모니로 잘 알려져 있다. 밴드는 수차례 멤버 변화를 겪었으며, 보컬리스트 그렉 그래핀은 결성 이후 현재까지 유일하게 지속적으로 활동한 멤버이다. 그러나 공동 창립 멤버인 제이 벤틀리와 브렛 구어위츠 역시 대부분의 활동 기간 동안 밴드에 몸담아왔다. 기타리스트 브라이언 베이커는 1994년부터 멤버로 활동 중이며, 기타리스트 마이크 딤키치와 드러머 제이미 밀러는 각각 2013년과 2015년에 밴드에 합류하였다. 현재까지 배드 릴리전은 총 17장의 정규 음반, 2장의 라이브 음반, 3장의 컴필레이션 음반, 3장의 EP, 2개의 라이브 DVD를 발표하였다. 이들은 전 세계적으로 500만 장 이상의 음반 판매고를 기록하며, 역대 가장 성공한 펑크 록 밴드 중 하나로 평가받고 있다.
1980년대와 1990년대 초, 구어위츠가 설립한 에피타프 레코드를 통해 발표한 음반들로 언더그라운드에서 큰 인기를 얻고 비평가들의 찬사를 받은 배드 릴리전은, 1993년 메이저 레이블인 애틀랜틱과 계약한 이후 본격적인 주류 성공을 거두었다. 밴드는 1990년대 펑크 록 리바이벌 운동을 선도하며, 그린 데이와 에피타프 소속의 오프스프링, NOFX, 랜시드와 같은 캘리포니아 기반 펑크 밴드들의 전형적인 모델을 제시했다. 또한 이들은 1990년대와 2000년대의 팝 펑크, 스케이트 펑크, 포스트 하드코어, 스크리모, 이모 씬에 영향을 준 밴드로 자주 언급된다.

## 구성원
| 연도            | 멤버 |
| --------------- | --- |
| 1979년 ~ 1981년 | - 그렉 그래핀(Greg Graffin) - 보컬 - 브렛 구어위츠(Brett Gurewitz) - 기타 - 제이 벤틀리(Jay Bentley) - 베이스 - 제이 지스크롯(Jay Ziskrout) - 드럼                                                                                 |
| 1981년 ~ 1982년 | - 그렉 그래핀(Greg Graffin) - 보컬 - 브렛 구어위츠(Brett Gurewitz) - 기타 - 제이 벤틀리(Jay Bentley) - 베이스 - 피트 파인스톤(Pete Finestone) - 드럼                                                                               |
| 1982년 ~ 1984년 | - 그렉 그래핀(Greg Graffin) - 보컬 - 브렛 구어위츠(Brett Gurewitz) - 기타 - 폴 데도나(Paul Dedona) - 베이스 - 데이비 골드먼(Davy Goldman) - 드럼                                                                                   |
| 1984년          | - 그렉 그래핀(Greg Graffin) - 보컬 - 그렉 헷슨(Greg Hetson) - 기타 - 팀 갈레고스(Tim Gallegos) - 베이스 - 피트 파인스톤(Pete Finestone) - 드럼                                                                                     |
| 1985년          | - 그렉 그래핀(Greg Graffin) - 보컬 - 브렛 구어위츠(Brett Gurewitz) - 기타 - 팀 갈레고스(Tim Gallegos) - 베이스 - 존 앨버트(John Albert) - 드럼                                                                                     |
| 1986년          | - 그렉 그래핀(Greg Graffin) - 보컬 - 브렛 구어위츠(Brett Gurewitz) - 기타 - 제이 벤틀리(Jay Bentley) - 베이스 - 러키 레러(Lucky Lehrer) - 드럼                                                                                     |
| 1986년 ~ 1991년 | - 그렉 그래핀(Greg Graffin) - 보컬 - 브렛 구어위츠(Brett Gurewitz) - 기타 - 그렉 헷슨(Greg Hetson) - 기타 - 제이 벤틀리(Jay Bentley) - 베이스 - 피트 파인스톤(Pete Finestone) - 드럼                                               |
| 1991년 ~ 1994년 | - 그렉 그래핀(Greg Graffin) - 보컬 - 브렛 구어위츠(Brett Gurewitz) - 기타 - 그렉 헷슨(Greg Hetson) - 기타 - 제이 벤틀리(Jay Bentley) - 베이스 - 바비 쉐이어(Bobby Schayer) - 드럼                                                  |
| 1994년 ~ 2001년 | - 그렉 그래핀(Greg Graffin) - 보컬 - 브라이언 베이커(Brian Baker) - 기타 - 그렉 헷슨(Greg Hetson) - 기타 - 제이 벤틀리(Jay Bentley) - 베이스 - 바비 쉐이어(Bobby Schayer) - 드럼                                                   |
| 2001년 ~ 2013년 | - 그렉 그래핀(Greg Graffin) - 보컬 - 브렛 구어위츠(Brett Gurewitz) - 기타 - 브라이언 베이커(Brian Baker) - 기타 - 그렉 헷슨(Greg Hetson) - 기타 - 제이 벤틀리(Jay Bentley) - 베이스 - 브룩스 와커먼(Brooks Wackerman) - 드럼       |
| 2013년 ~ 현재   | - 그렉 그래핀(Greg Graffin) - 보컬 - 브렛 구어위츠(Brett Gurewitz) - 기타 - 브라이언 베이커(Brian Baker) - 기타 - 마이크 딤키츠 (Mike Dimkich) - 기타 - 제이 벤틀리(Jay Bentley) - 베이스 - 브룩스 와커먼(Brooks Wackerman) - 드럼 |

## 음반 목록

### 정규 음반
- 《How Could Hell Be Any Worse?》(1982년)
- 《Into the Unknown》(1983년)
- 《Suffer》(1988년)
- 《No Control》(1989년)
- 《Against the Grain》(1990년)
- 《Generator》(1992년)
- 《Recipe for Hate》(1993년)
- 《Stranger Than Fiction》(1994년)
- 《The Gray Race》(1996년)
- 《No Substance》(1998년)
- 《The New America》(2000년)
- 《The Process of Belief》(2002년)
- 《The Empire Strikes First》(2004년)
- 《New Maps of Hell》(2007년)
- 《The Dissent of Man》(2010년)
- 《True North》(2013년)
- 《Age of Unreason》(2019년)

### EP
- 《Bad Religion》(1981년)
- 《Public Service》(1981년)
- 《Back to the Known》(1985년)
- 《Christmas Songs》(2013년)

### 컴필레이션 음반
- 《80-85》(1991년)
- 《All Ages》(1995년)
- 《Punk Rock Songs: The Epic Years》(2002년)

### 라이브 음반
- 《Tested》(1997년)
- 《30 Years Live》(2010년)